# Пркос (Расіня)
46°09′ пн. ш. 16°40′ сх. д. / 46.15° пн. ш. 16.66° сх. д.
Пркос (хорв. Prkos) — населений пункт у Хорватії, у Копривницько-Крижевецькій жупанії у складі громади Расіня.

## Населення
Населення за даними перепису 2011 року становило 50 осіб.
Динаміка чисельності населення поселення: